# Liane Bednarz

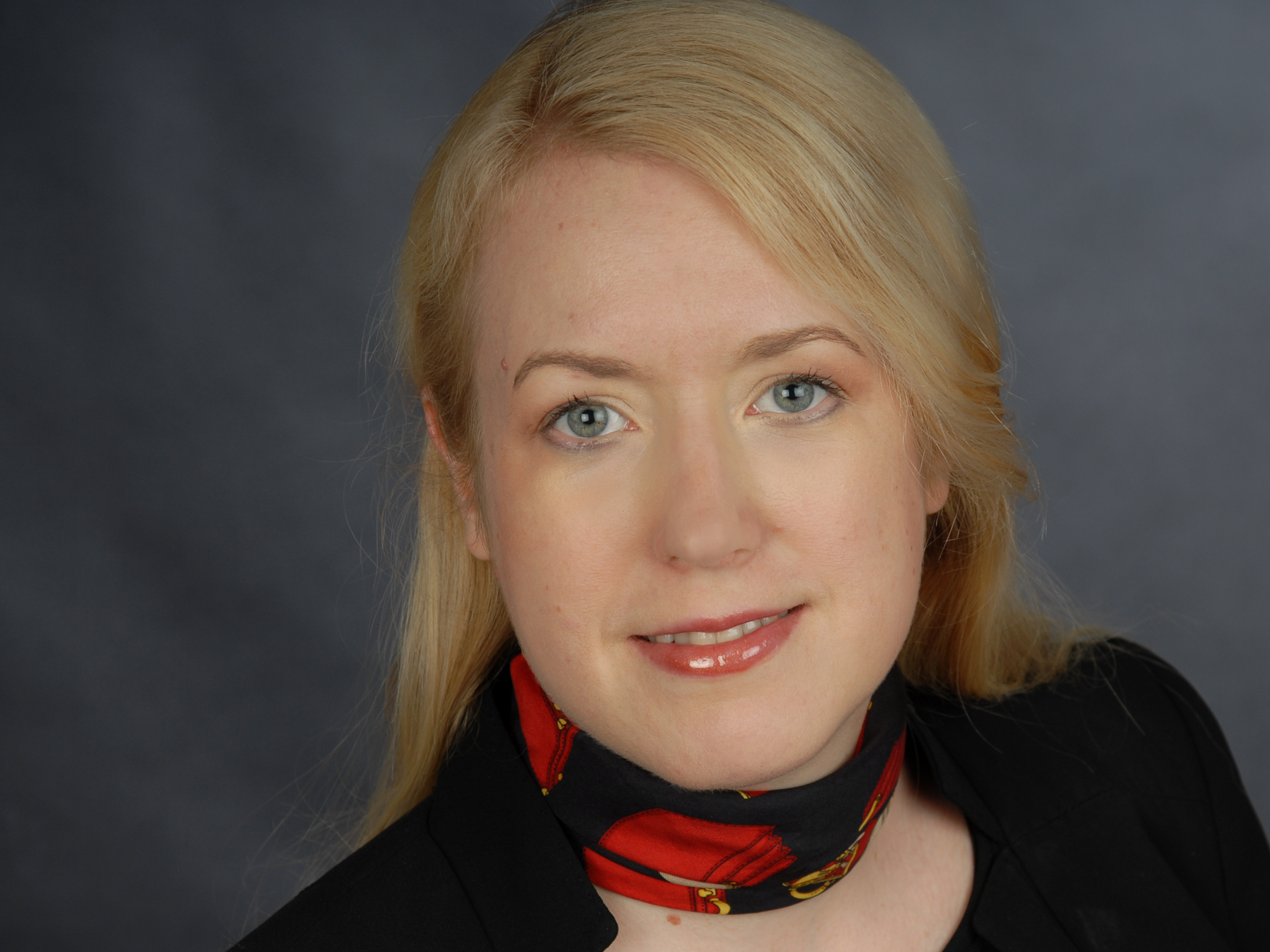
Liane Bednarz (2011)

Liane Bednarz (* 28. März 1974 in Wuppertal) ist eine deutsche Publizistin und Juristin.

## Ausbildung
Bednarz studierte Rechtswissenschaften an der Universität Passau und der Ruprecht-Karls-Universität Heidelberg sowie mit einem DAAD-Stipendium an der Universität Genf (Schweiz). 2005 wurde sie an der Universität Heidelberg mit der Dissertation Der Erwerb eigener Aktien nach § 71 Abs. 1 Nr. 8 AktG zur Dr. iur. promoviert. Sie war Promotionsstipendiatin der Konrad-Adenauer-Stiftung.

## Werk
Neben juristischer Literatur (u. a. in Betriebs-Berater (BB) und Neue Zeitschrift für Gesellschaftsrecht (NZG)) veröffentlichte Bednarz – zusammen mit Christoph Giesa – auch Bücher über die AfD und die Neue Rechte.
Sie veröffentlichte auch im Feuilleton der katholischen Zeitung Die Tagespost, der sie 2017 rechte Tendenzen zuschrieb, und publizierte im Tagesspiegel, im European, in Christ & Welt/Die Zeit, in der Jüdischen Allgemeinen und in der Frankfurter Allgemeinen Sonntagszeitung; fernerhin auf Blogs wie Starke Meinungen und bis 14. März 2016 für Carta.
2013 wurde sie vom Onlinemagazin Der Umblätterer mit dem Feuilletonpreis „Goldener Maulwurf“ ausgezeichnet.
Bednarz bezeichnet sich selbst als liberal-konservativ und ist Mitglied der CDU, kündigte allerdings aufgrund der Koalitionsbildung der Thüringer CDU mit dem dortigen BSW nach den Landtagswahlen 2024 ihren Austritt an. Seit Dezember 2022 ist sie Mitglied des PEN Berlin.

## Kontroverse
Im Oktober 2016 wurde bekannt, dass Bednarz vor der Veröffentlichung ihres Buches Gefährliche Bürger: Die neue Rechte greift nach der Mitte, das sie mit Christoph Giesa geschrieben hatte, beim Hanser-Verlag diverse Namen, Firmen und Begriffe aus dem finalen Manuskript streichen ließ. Als Grund führte Bednarz ihren damaligen Arbeitgeber, die Münchner Anwaltskanzlei Noerr, und dessen Interessen an. Bei den gelöschten Namen handelt es sich unter anderem um Thorsten Polleit, August von Finck junior, Degussa Goldhandel sowie Bert Flossbach, Gründer der Vermögensverwaltung Flossbach von Storch.

## Schriften (Auswahl)
- mit Carl-Heinz Witt, Matthias Casper u. a. (Hrsg.): Die Privatisierung des Privatrechts – rechtliche Gestaltung ohne staatlichen Zwang. Heidelberger Tagung 4. bis 7. September 2002 (= Jahrbuch junger Zivilrechtswissenschaftler. 2002). Für die Gesellschaft Junger Zivilrechtswissenschaftler e. V., Boorberg, Stuttgart 2003, ISBN 3-415-03123-3.
- Der Ermächtigungsbeschluß der Hauptversammlung zum Erwerb eigener Aktien. Anforderungen und Schranken (§ 71 Abs. 1 Nr. 8 S. 1 und 2 AktG) (= Abhandlungen zum Arbeits- und Wirtschaftsrecht. Bd. 100). Verlag Recht und Wirtschaft, Frankfurt am Main 2006, ISBN 3-8005-1449-4 (zugleich Dissertation Heidelberg).
- mit Christoph Giesa: Deutschland dreht durch. Die Wahrheit über die AfD. Carl Hanser, München 2015, ISBN 978-3-446-24894-6 (E-Book bei Hanser Box).
- mit Christoph Giesa: Gefährliche Bürger: Die neue Rechte greift nach der Mitte. Carl Hanser, München 2015, ISBN 978-3-446-44461-4.
- Die Angstprediger. Wie rechte Christen Gesellschaft und Kirchen unterwandern. Droemer Knaur, München 2018, ISBN 978-3-426-27762-1.